# Distretto di Krynyčky
Il distretto di Krynyčky (in ucraino Криничанський район?) era un distretto dell'Ucraina, situato nell'oblast' di Dnipropetrovs'k. Il suo capoluogo era Krynyčky. È stato soppresso con la riforma amministrativa del 2020.